# Тадг мак Конхобайр
Тадг мак Конхобайр (др.‑ирл. Tadg mac Conchobair; умер в 900) — король Коннахта (888—900) из рода Уи Бриуйн.

## Биография
Тадг был одним из сыновей правителя Коннахта Конхобара мак Тайдга Мора, умершего в 882 году. По свидетельству трактата XII века «Banshenchas» («О известных женщинах»), его матерью была Айлбе, дочь верховного короля Ирландии Маэлсехнайлла мак Маэл Руанайда. Этот же источник упоминает Айлбе как супругу короля Осрайге Кербалла мак Дунлайнге и мать Диармайта мак Кербайлла.
Семейные владения Тадга находились на равнине Маг Ай, располагаясь вокруг древнеирландского комплекса Круахан.
Тадг мак Конхобайр унаследовал престол Коннахта в 888 году, после гибели в сражении с викингами своего старшего брата Аэда. В его правление коннахтские земли продолжали подвергаться нападениям норманнов. По свидетельству ирландских анналов, в 891 году люди из северо-коннахтского септа Уи Амалгада (части Уи Фиахрах) уничтожили отряд викингов и убили его предводителя Элойра, сына Барида.
При Тадге мак Конхобайре коннахтцы конфликтовали с верховным королём Ирландии Фланном Синной. В 897 году верховный король вторгся в Коннахт и получил заложников в подтверждение подчинения коннахтцев своей власти. Однако в 899 году коннахтское войско совершило набег на принадлежавшие Фланну Синне земли современного графства Уэстмит, но было разбито при Ат Луайне. В «Анналах четырёх мастеров» этот набег связывается с возобновлением королём Тадгом практики созыва в королевстве народных собраний.
Тадг мак Конхобайр скончался в 900 году после продолжительной болезни. Новым правителем Коннахта стал его брат Катал мак Конхобайр. Сын короля Тадга — Катал мак Тайдг — также как и отец владел коннахтским престолом.